# Recueil des Historiens des Croisades
Recueil des Historiens des Croisades reprezintă o colecție majoră ce cuprinde cîteva mii de documente medievale redactate în perioada cruciadelor. Aceste documente au fost grupate și publicate la Paris în a doua parte a secolului al XIX-lea și includ materiale scrise în limbile latină, greacă, arabă, franceza medievală și armeană. Documentele acoperă întreaga perioadă de desfășurare a cruciadelor clasice și sunt în mod frecvent citate în lucrările de specialitate. Atunci când este citată, colecția este cel mai adesea abreviată ca RHC sau R.H.C.. 
Imagini ale documentelor pot fi consultate în principalele biblioteci. Versiunea PDF online a textelor este disponibilă prin intermediul proiectului Gallica al Bibliothèque Nationale de France. Documentele pot fi descărcate sau parcurse pagină cu pagină atât în versiunea originală, cât și în traducere în limba franceză.

## Colecțiile
Principalele colecții din cadrul RHC sunt:

### Historiens occidentaux
Cinci volume de istorici occidentali (abreviate în general ca RHC Oc sau RHC Occ)
1. Guillaume de Tyr, Historia rerum in partibus transmarinis gestarum
2. continuatorul lui Guillaume de Tyr, continuators of William of Tyre
3. Pierre Tudebode, Gesta Francorum, Historia Peregrinorum, Raymond de Aguilers, Foucher de Chartres, Gesta Francorum expugnantium iherusalem, Secunda pars historiae iherosolymitanae, Gesta Tancredi, Robert le Moine, scrisorile lui Ștefan al II-lea, conte de Blois și Anselm de Ribemont
4. Baudri de Dol, Guibert de Nogent, Albert de Aachen
5. Ekkehard de Aura, Caffaro di Rustico da Caschifellone, Gautier Cancelarul, Historia Nicaena vel Antiochena, Theodori Palidensis Narratio profectionis Godefridi ducis ad Jerusalem, Passiones beati Thiemonis, Documenta Lipsanographica ad I. bellum sacrum spectantia, Primi belli sacri Narrationes minores, Exordium Hospitalariorum, Historia Gotfridi, Benedict Accolti, Li Estoire de Jerusalem et d'Antioche, Itineratio di la gran militia a la pavese, Fulco, Gilo de Paris

### Lois
Două volume ale Așezămintelor Ierusalimului și Ciprului
1. Jean d'Ibelin, Geoffroi le Tort, Jacques d'Ibelin, Filip de Novara, La Clef des Assises de la Haute Cour du Royaume de Jerusalem et de Chypre, Le Livre au Roi
2. Livre des Assises de la Cour des Bourgeois, Abrégé du Livre des Assises de la Cour des Bourgeois, Bans et Ordonnances des Rois de Chypre, 1286-1367, Formules, Appendix: Documents relatifs à la successibilité au trone et à la régence, Document relatif au service militaire, Les Lignages d'Outremer, diferite alte documente

### Historiens orientaux
Patru volume cu texte ale istoricilor orientali (abreviate ca RHC Or)
1. Tarikh a lui Abu al-Fida, al-Kamil at-Tarikh a lui Ibn al-Athir
2. continuarea cronicii lui Ibn al-Athir, realizată de Badr al-Din al-Ayni
3. Baha ad-Din ibn Shaddad, Ibn Khallikan, Abd al-Latif al-Baghdadi, Ibn Jubayr, Kitab an-Nujum az-Zahirah, Kitab mirat az-Zaman, selecțiile lui Kamal ad-Din din Bughyat al-talab fi Tarikh Halab, Ibn al-Athir's at-Tarikh al-Atabakiya
4. Cartea celor Două Grădini a lui Abu Shama (d. 1267)

### Historiens grecs
Două volume cu texte din istoricii bizantini
1. Mihail Attaliates, Mihail Psellos, Ana Comnena, Ioan Kinamos, Nicetas, Ioan Zonaras, Mihail Glykas, Nikephoros Gregoras, Ephraemius, Ioan Phocas, presbiterul Neophytus , Georgios Akropolites, Liber de Syria Expugnata, Liber de Jerusalem Expugnata
2. Note la partea 1, Niketas Choniates, Theodor Prodromus

### Historiens armeniens
Două volume cu texte din istoricii armeni (abreviate ca RHC Darm sau RHC Doc. Arm.) 
1. Matei de Edessa, Grigore preotul, Vasile doctorul, Nerses Shnorhali, Grigore Dgh'a, Mihail Sirul, Kirakos de Kantzag, Vartan cel Mare, Samuel de Ani, Hayton de Corycus, Bahram de Edessa, Hetoum al II-lea al Armeniei, Sempad conetabilul
2. Nerses de Lambron, Sempad conetabilul, Mekhithar de Dashir, diferite alte documente